# The Last Stop in Yuma County
The Last Stop in Yuma County ist ein US-amerikanischer Spielfilm aus dem Jahr 2023 von Francis Galluppi mit Jim Cummings, Jocelin Donahue, Richard Brake, Nicholas Logan, Faizon Love, Michael Abbott Jr. und Alex Essoe.

## Handlung
Im Arizona der 1980er-Jahr ist ein Handelsvertreter für Küchenmesser an einem heißen Sommertag auf dem Weg zum Geburtstag seiner Tochter Sarah nach Carlsbad in Kalifornien. Unterwegs muss er sein Auto nachtanken, allerdings hat die Tankstelle gerade kein Benzin und wartet auf eine Benzinlieferung. Der betreffende Tankwagen ist allerdings in der Nähe verunfallt und über einen Abhang gerutscht, sodass der Unfall unbemerkt bleibt. Die nächste Tankstelle ist 100 Meilen entfernt. Daher bleibt dem Vertreter nichts anderes übrig, als im neben der Tankstelle befindlichen Diner mit defekter Klimaanlage zu warten, wo er auf die Kellnerin Charlotte trifft.
Im Radio wird von einem Bankraub in Buckeye berichtet, bei dem rund 700.000 US-Dollar erbeutet wurden. Ein Zeuge hatte die Täter mit einem grünen Pinto mit einem verbeulten Heck flüchten gesehen. Kurz darauf strandet das beschriebene Fahrzeug ohne Benzin an der Tankstelle, die beiden Insassen Beau und Travis, die auf der Flucht nach Mexiko sind, betreten das Café. Der Handelsvertreter und Kellnerin Charlotte vermuten, dass es sich um die gesuchten Bankräuber handelt. Charlotte versucht heimlich, ihren Mann Charlie, der Sheriff des Yuma County Sheriffs Departments ist, per Telefon zu erreichen, wird allerdings von Beau, dem Älteren der beiden Bankräuber, daran gehindert und mit der Waffe bedroht.
Bald darauf trifft mit Earline und Robert ein älteres Ehepaar aus Houston im Diner ein, das ebenfalls auf die Benzinlieferung wartet. Zuvor werden Charlotte und der Handelsvertreter von Beau instruiert, sich ganz normal und unauffällig zu verhalten. Vernon ist der Betreiber der Tankstelle und des daneben befindlichen Motels, wo allerdings zurzeit keine Gäste untergebracht sind. Er hat kein eigenes Auto und damit ebenfalls keine Fluchtmöglichkeit für Beau und Travis. Auf Anweisung von Charlie holt sein Kollege Gavin Kaffee für das Sheriff Department aus dem Diner, Gavin schöpft allerdings keinen Verdacht. Mit Miles und Sybil trifft ein junges Pärchen bei der Tankstelle ein. Auch ihnen fällt das Fluchtfahrzeug der Bankräuber auf. Miles versucht den Kofferraum aufzubrechen, wird dabei aber von Vernon unterbrochen.
Nach dem Eintreffen von Pete nimmt Beau Charlotte als Geisel und fordert die Schlüssel zu Petes Truck. Allerdings haben auch Pete, Robert und Miles eine Schusswaffe bei sich und zielen auf Beau und Travis. Miles fordert die Beute der Bankräuber, neben den Schlüsseln zu Petes Truck. Die Situation eskaliert und Charlotte, Earline, Robert, Pete und Miles werden erschossen. Der Handelsvertreter kann unter einen Tisch flüchten. Vernon betritt bald darauf das Diner mit seiner Pump Gun und erschießt Travis, Vernon wird vom schwer verletzten Beau erschossen. Sybil nimmt eine Waffe an sich, bedroht damit den Handelsvertreter und Beau und fordert die Beute der Bankräuber für sich. Der Handelsvertreter sticht Sybil mit einem seiner Küchenmesser nieder, bald darauf erliegt Beau seinen Schussverletzungen.
Der Handelsvertreter ist nunmehr der einzige Überlebende. Er packt die 700.000 Dollar vom Bankraub in seinen Kofferraum und saugt das restliche Benzin aus den anderen Fahrzeugen, füllt damit Benzinkanister und seinen Tank. Zwischenzeitlich taucht mit David und dessen Partnerin Sarah ein weiteres Pärchen auf. Dass die Frau und seine Tochter denselben Namen tragen hält ihn zunächst davon ab, die beiden zu erschießen. Er bietet dem Pärchen 10.000 Dollar als Schweigegeld. Die beiden lehnen ab, beim Streit mit David löst sich ein Schuss und Sarah wird getroffen. Der Handelsvertreter schlägt David schließlich mit einem Werkzeug nieder und flieht mit seinem Auto. Das kleine Kind von David und Sarah lässt er schreiend zurück.
Nachdem sich im Diner niemand telefonisch erreichen lässt, fahren Charlie und Gavin selbst dorthin, wo Charlie seine tote Frau Charlotte und die weiteren Leichen entdeckt. Das Auto des Handelsvertreters bleibt bald darauf auf offener Strecke liegen, weil es aufgrund eines Lecks Benzin verliert. Der Handelsvertreter flüchtet hinter den verunfallten Tankwagen, wo er vom Sheriff gestellt wird, gibt allerdings an, unschuldig zu sein. Sein einziger Fehler sei es gewesen, das Geld mitzunehmen, anstatt die Polizei zu rufen. Der Sheriff lastet ihm aber auch den Mord an Sybil mit einem seiner Küchenmesser sowie die Vernachlässigung des Babys von David und Sarah und den Mord an seiner Frau Charlotte an. Als der Handelsvertreter die Flucht ergreift schießt Charlie auf diesen, dabei explodiert der Tankwagen neben dem Sheriff, der Handelsvertreter erliegt seiner Schussverletzung.

## Besetzung und Synchronisation
Die deutschsprachige Synchronisation übernahm die Metz-Neun Synchron Studio und Verlags GmbH. Dialogregie führte Marius Bohnhardt, der auch das Dialogbuch schrieb.
| Rolle             | Darsteller         | Synchronsprecher        |
| ----------------- | ------------------ | ----------------------- |
| „Messerverkäufer“ | Jim Cummings       | Kai Schulz              |
| Beau              | Richard Brake      | Richard van Weyden      |
| Charlie           | Michael Abbott Jr. | Matthias Keller         |
| Charlotte         | Jocelin Donahue    | Carolin Sophie Göbel    |
| David             | Sam Huntington     | Erik Borner             |
| Earline           | Robin Bartlett     | Ingrid Metz-Neun        |
| Gavin             | Connor Paolo       | Yan Rütten              |
| Miles             | Ryan Masson        | Felix Mayer             |
| Pete              | Jon Proudstar      | Dirk Hardegen           |
| Robert            | Gene Jones         | Wolff von Lindenau      |
| Sarah             | Alexandra Essoe    | Andrea Dewell           |
| Sybil             | Sierra McCormick   | Fabienne Hesse          |
| Travis            | Nicholas Logan     | Louis Friedemann Thiele |
| Vernon            | Faizon Love        | Gordon Piedesack        |
| Virginia          | Barbara Crampton   | Sabina Godec            |

## Produktion und Hintergrund
Der Film wurde von XYZ Films, Local Boogeyman Productions, Random Lane Productions und Carte Blanche produziert, als Produzenten fungierten Francis Galluppi, Atif Malik und Matt O’Neill.
Die Kamera führte Mac Fisken, die Musik schrieb Matthew Compton, die Montage verantwortete Regisseur und Drehbuchautor Francis Galluppi und das Casting David Guglielmo. Das Production-Design gestaltete Charlie Textor und das Kostümdesign Alabama Blonde.
Bei dem Film handelt es sich um das Spielfilmdebüt von Regisseur und Drehbuchautor Francis Galluppi. Von der Motion Picture Association erhielt der Film ein R-Rating.

## Veröffentlichung
Premiere war am 23. September 2023 am Fantastic Fest in Austin, Texas.
In Spanien lief der Film im Oktober 2023 am Sitges Festival Internacional de Cinema Fantàstic de Catalunya, in Deutschland wurde der Film im Januar und Februar 2024 am Fantasy Filmfest 2024 gezeigt.
Am 10. Mai 2024 kam der Film in die US-amerikanischen Kinos und wurde als Video-on-Demand veröffentlicht. Auf Blu-ray wurde der Film am 15. November 2024 in deutscher Fassung veröffentlicht.

## Rezeption
Von den 48 bei Rotten Tomatoes aufgeführten Kritiken waren am 11. Mai 2024 98 Prozent positiv bei einer durchschnittlichen Bewertung von 7,5 der 10 möglichen Punkte. Bei Metacritic erhielt der Film am 11. Mai 2024 einen Metascore von 73 von 100 möglichen Punkten, der auf 9 Rezensionen basierte.
filmtoast.de vergab drei von fünf Toasts. In diesem Film zeige Autodidakt Galluppi viel Chuzpe. Statt sich langsam ans Medium heranzutasten, produziere er mit wenig Geld ein Werk, das sich nicht nur deutlich an bekannten Regisseuren orientiere, sondern den Vergleich nicht scheue. Allerdings fehlt es noch etwas an inszenatorischer Eigenständigkeit, um nicht ständig an bessere Vorbilder zu erinnern.
mucke-und-mehr.de bewertete den Film mit acht von zehn Punkten. Der Film gefalle vom Start weg, die Story gewinne zwar keinen Innovationspreis, sei aber gut gestrickt. Die Akteure spielten gut und es mache Spaß, sich in die besondere Atmosphäre dieses unterhaltsamen Indie-Films saugen zu lassen.
Oliver Armknecht (ebenfalls acht von zehn Punkten) schrieb auf film-rezensionen.de, dass der Film übertrieben sei, aber ziemlich spaßig, da hier offen ist, wer heil aus der Sache herauskommt. Aber auch das spielfreudige Ensemble trage zum Unterhaltungswert bei.
Jan Wilewald urteilte auf riecks-filmkritiken.de, dass einem ein erfrischend fesselnder und lebendiger Film präsentiert werde, der ein wenig überstürzt wirke, aber dafür auch nie langweilig werde, besonders für Fans von alten Westernfilmen.

## Auszeichnungen
- Sitges Festival Internacional de Cinema Fantàstic de Catalunya 2023
  - Auszeichnung als bester Film der Sektion Òrbita[18]
- Calgary Underground Film Festival 2023
  - Auszeichnung mit dem Jurypreis als bester Spielfilm[19]
- Bucheon International Fantastic Film Festival 2024
  - Auszeichnung als bester Film (Bucheon Choice: Best of Bucheon)[20]